# Magnetismus

Magnetfeld eines idealen zylindrischen Magneten mit der Symmetrieachse in der Bildebene

Der Magnetismus ist eine physikalische Erscheinung, die sich unter anderem als Kraftwirkung zwischen Magneten, magnetisierten bzw. magnetisierbaren Gegenständen und bewegten elektrischen Ladungen äußert. Er lässt sich beschreiben durch ein Feld (Magnetfeld), das einerseits von diesen Objekten erzeugt wird und andererseits auf sie wirkt.
Magnetfelder entstehen zum einen bei jeder Bewegung von elektrischen Ladungen. Das ist Grundlage von Elektromagneten und wegen des Induktionsgesetzes auch der induktiven elektronischen Bauelemente. Zum anderen existiert das magnetische (Dipol-)moment von Elementarteilchen als Folge ihres Spins, was zu Dauermagneten und anderen magnetischen Eigenschaften von Festkörpern, aber auch Flüssigkeiten und Gasen führt.
Der Magnetismus ist ein Teilgebiet des Elektromagnetismus. Die zugrundeliegende Grundkraft heißt elektromagnetische Wechselwirkung.

## Magnetfelder und Feldlinien

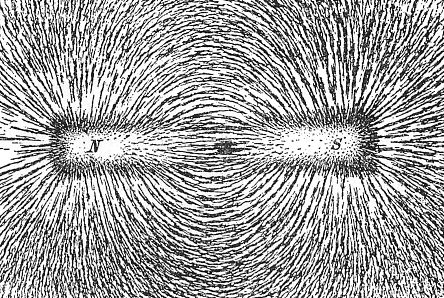
Eisenfeilspäne auf Papier, die sich entsprechend dem Feld eines darunter befindlichen Stabmagneten ausgerichtet haben, zeigen den Verlauf der magnetischen Feldlinien. Die Buchstaben N und S dienen lediglich der Erklärung.

Um die Erscheinungen des Magnetismus zu beschreiben, führte man den Begriff des Magnetfelds ein. Magnetfelder können verursacht werden durch
- magnetische Materialien, etwa einen Dauermagneten,
- elektrische Ströme, z. B. eine stromdurchflossene Spule, oder
- zeitliche Änderung eines elektrischen Feldes.

Magnetische Feldlinien veranschaulichen in jedem Punkt des Feldes Richtung und Richtungssinn des Magnetfeldes bzw. des magnetischen Flusses. Diese Richtung wird dahin festgelegt, wie sich der Nordpol eines Probemagneten ausrichten würde. Die Stärke des Magnetfeldes ist proportional zum Drehmoment, das dieser Probemagnet erfahren würde, wenn man ihn um einen bestimmten Winkel aus dieser Richtung auslenkt. Der Abstand der Feldlinien zeigt die Stärke des Magnetfeldes an: Je dichter die Feldlinien, desto stärker das Feld.
In der Magnetostatik gibt es im Gegensatz zur Elektrostatik keine Ladungen – echte magnetische Monopole sind zwar denkbar, alle experimentellen Tatsachen sprechen aber gegen ihre Existenz. Somit ist das Magnetfeld quellenfrei. Magnetische Feldlinien haben daher keinen Anfang und kein Ende.
Der Verlauf magnetischer Feldlinien kann durch die Ausrichtung von Eisenfeilspänen oder einer Kompassnadel sichtbar gemacht werden; für dreidimensionale Demonstrationen kann man die Eisenfeilspäne zum Beispiel in Silikonöl suspendieren.
Hall-Sonden sind elektronische Sensoren auf Basis des Hall-Effektes, die Stärke und oft auch Richtung der Magnetfelder messen können.

### Nord- und Südpol
Ein Stabmagnet an der Erdoberfläche richtet sich bei Fehlen anderer Kräfte so aus, dass eines seiner Enden in Richtung Norden, zum arktischen Magnetpol, und das andere in Richtung des antarktischen Magnetpols zeigt. Das nach Norden zeigende Ende wird Nordpol des Magneten genannt. Durch Definition wurde festgelegt, dass am Nordpol eines Magneten die Feldlinien aus dem Magneten aus- und an seinem Südpol in ihn eintreten. Deshalb bezeichnet man allgemein bei Elektromagneten oder Permanentmagneten Gebiete, aus denen die Feldlinien austreten, als Nordpol und Gebiete, in die sie eintreten, als Südpol.
Da der Nordpol des Magneten vom arktischen Magnetpol angezogen wird, ist der arktische Magnetpol ein magnetischer Südpol. Gleiches gilt umgekehrt für den Südpol des Magneten und den antarktischen Magnetpol.

### Magnetische Kraftwirkungen
Das magnetische Feld übt auf bewegte elektrische Ladungen {\displaystyle q} die sogenannte Lorentzkraft {\displaystyle {\vec {F}}_{\mathrm {L} }=q\,{\vec {v}}\times {\vec {B}}} aus. Sie ist proportional zur Geschwindigkeit {\displaystyle {\vec {v}}}, wirkt senkrecht zu den Feldlinien des Magnetfeldes und senkrecht zur Bewegungsrichtung der Ladung. Sie ist die Grundlage von Elektromotoren und Generatoren sowie der Ablenkung bewegter geladener Teilchen (z. B. mit Ablenkspulen). Mit einem statischen Magnetfeld wird dabei keine Energie ausgetauscht.
Das magnetische Feld übt ferner Kräfte auf Magnete und magnetisierbare Körper (Ferrimagnetismus bestimmter nichtmetallischer Festkörper, sog. Ferrite, und Ferromagnetismus von Metallen wie Eisen) aus. Magnete und gestreckte Probekörper aus magnetisierbaren Materialien richten sich immer längs der Feldlinien beziehungsweise antiparallel zu diesen aus, das heißt, der magnetische Südpol eines Probemagneten richtet sich entlang der Feldlinien zum Nordpol des erzeugenden Feldes aus. Dieser Effekt wird zum Beispiel beim magnetischen Kompass ausgenutzt, bei dem sich die Kompassnadel, ein magnetischer Dipol, nach dem Erdmagnetfeld ausrichtet. Zudem werden in inhomogenen Feldern magnetisierbare Körper in Richtung steigender Feldstärke gezogen, siehe Gradient, Anwendungen sind Elektromagnete und der Reluktanzmotor. Das gilt auch für Magnete, die sich frei ausrichten können. In entgegengesetzter Richtung orientierte Magnete werden dagegen abgestoßen.
Ursache für diese Beobachtungen ist, dass ein energieärmerer Zustand eingenommen wird – die Kräfte und Drehmomente wirken stets so, dass die Gesamtenergie des Feldes abnimmt, wenn die Körper ihnen folgen, wobei die Bindungsenergie als mechanische Arbeit frei wird. Umgekehrt wird an den Körpern Arbeit verrichtet, wenn sie gegen die Kräfte bewegt werden. Die Arbeit senkt bzw. erhöht die Energie des Feldes. Sind Spulen beteiligt, so kann auch Elektroenergie zu- oder abgeführt werden.

### Größen und Einheiten
Die Stärke eines Magnetfeldes wird durch die magnetische Flussdichte {\displaystyle {\vec {B}}} beschrieben. Ihre Maßeinheit ist das Tesla (SI) bzw. das Gauß (CGS). Zur Beschreibung des Magnetfelds in Materie wird hilfsweise ein zweites Feld definiert, die magnetische Feldstärke oder magnetische Erregung{\displaystyle {\vec {H}}} mit der Maßeinheit A/m (SI) bzw. Oersted (CGS). 
Im Vakuum sind beide Felder gleichwertig; sie unterscheiden sich nur durch einen konstanten Faktor, der vom verwendeten Größen- und Einheitensystem abhängt. Im SI ist dieser Faktor die magnetische Feldkonstante {\displaystyle \mu _{0}}:
{\displaystyle {\vec {B}}=\mu _{0}{\vec {H}}},
im gaußschen CGS-Einheitensystem ist er einfach die Zahl Eins.
In Materie ist der Zusammenhang komplizierter: In diesem Fall ist {\displaystyle {\vec {B}}} über einen Querspalt hinweg stetig, {\displaystyle {\vec {H}}} über einen Längsspalt. Messungen mit einer Magnetfeld-Sonde in Quer- und Längsspalt können wesentlich verschieden ausfallen. Die Größe {\displaystyle {\vec {B}}} ist immer quellenfrei, während dies für {\displaystyle {\vec {H}}} nicht gilt. Während die magnetische Feldstärke {\displaystyle {\vec {H}}} bei Berechnungen mit elektrischen Strömen oder bei ferromagnetischem oder ferrimagnetischem Material von Vorteil ist, verwendet man die magnetische Flussdichte zum Berechnen von induzierten Spannungen oder der Lorentzkraft. Die beiden Feldgrößen sind über eine der Materialgleichungen der Elektrodynamik miteinander verknüpft, welche sich im einfachsten Fall über einen Faktor, die Permeabilitätszahl {\displaystyle \mu _{r}}, ausdrücken lässt:
{\displaystyle {\vec {B}}=\mu _{0}\mu _{r}{\vec {H}}}.
In anisotropen Materialien ist {\displaystyle {\vec {H}}} nicht unbedingt parallel zu {\displaystyle {\vec {B}}}. 
Es gilt {\displaystyle {\vec {H}}={\tfrac {\vec {B}}{\mu _{0}}}-{\vec {M}}\,,} wobei {\displaystyle {\vec {M}}} die Magnetisierung des Materials ist. Quellenfreiheit von {\displaystyle {\vec {B}}} und Wirbelfreiheit von {\displaystyle {\vec {H}}\,} – letztere nur im Falle der Abwesenheit elektrischer Ströme, {\displaystyle {\vec {\jmath }}=0\,} – drücken sich mathematisch durch die Gleichungen {\displaystyle \,\operatorname {div} {\vec {B}}=0\,}  bzw. {\displaystyle \,\operatorname {rot} {\vec {H}}={\vec {\jmath }}\,} aus. Dabei sind  {\displaystyle \operatorname {div} } und {\displaystyle \operatorname {rot} } die Differentialoperatoren für die Divergenz bzw. die Rotation, also für die Quellen- bzw. die Wirbeldichte eines Feldes.

### Beispiele für Magnetfelder
Das intergalaktische Magnetfeld schätzt man auf weniger als 0,1 nT (10−10 T), das der Milchstraße auf 30 nT. Das Magnetfeld der Erde hat an der Oberfläche eine Stärke um 40 µT, bzw. 0,4 Gauss. Die magnetische Flussdichte der Sonnenflecken liegt unter 1 mT. Auf der Oberfläche von Neutronensternen, wie z. B. Pulsaren, herrschen dagegen typischerweise Flussdichten von 108 Tesla, bei Magnetaren, einer speziellen Sorte von Neutronensternen, sogar 1011 Tesla.
Die Sättigungsmagnetisierung von Eisen beträgt ca. 2 Tesla. 
Das mit 1 nT derzeit (2009) schwächste Magnetfeld auf der Erde findet man in einem speziell abgeschirmten kubischen Gebäude der Physikalisch-Technischen Bundesanstalt in Berlin. Zweck des Kubus ist die Messung der schwachen Hirnströme und der Herzsignale von Menschen.
Am National High Magnetic Field Laboratory in Tallahassee (Florida) wird das mit 45 T derzeit stärkste zeitlich konstante Magnetfeld auf der Erde erzeugt. Noch höhere Magnetfelder sind mit Elektromagneten in kurzen Pulsen erreichbar. Den Weltrekord für zerstörungsfreie Magnetbauweisen hält derzeit (2012) das National High Magnetic Field Laboratory in Los Alamos, USA mit 100,75 T.
Hohe Magnetfelder von beispielsweise 2800 T lassen sich mit Stromimpulsen erzeugen, wenn in Kauf genommen wird, dass die Spule dabei zerstört wird. Eine zusätzliche Steigerung der Flussdichte kann bei gleichzeitiger Komprimierung der Spule bzw. des Feldes mittels Sprengladungen erreicht werden; siehe auch Flusskompressionsgenerator. Mittels intensiver Laserstrahlung lassen sich für wenige Pikosekunden Flussdichten von bis zu 34 kT erzeugen.

### Magnetische Energie
Jedes Magnetfeld enthält Energie. Die Energiedichte {\displaystyle \rho _{\mathrm {m} }} an einem beliebigen Punkt eines Magnetfelds im Vakuum ist gegeben durch
{\displaystyle \rho _{\mathrm {m} }={\frac {B^{2}}{2\mu _{0}}}}.
Die Gesamtenergie des Magnetfelds einer stromdurchflossenen Spule beträgt
{\displaystyle E={\frac {1}{2}}LI^{2}}.
Hier steht {\displaystyle L} für die Induktivität der Spule und {\displaystyle I} für die Stromstärke.

## Elektromagnetismus
Unter Elektromagnetismus versteht man die vielfältigen Beziehungen zwischen Magnetismus und rein elektrischen Phänomenen. Magnetfelder, die durch elektrische Ströme entstehen, können durch die Spezielle Relativitätstheorie als Folge der elektrostatischen Kräfte zwischen den Ladungen gedeutet werden. Die Erklärung beruht darauf, dass ein elektrischer Strom eine Relativbewegung entgegengesetzt geladener Teilchen darstellt, deren Ladungsdichten durch die Lorentzkontraktion verschieden beeinflusst werden. Geladene Elementarteilchen, die einen Eigendrehimpuls (Spin) haben, besitzen auch ein magnetisches Moment und sind damit u. a. verantwortlich für den Ferromagnetismus. Dies wird durch die relativistische Quantenmechanik gedeutet.
Auch bei der Wirkung eines Magnetfelds auf ein bewegtes geladenes Teilchen gibt es einen nur durch die Quantenmechanik erklärbaren Effekt (siehe Aharonov-Bohm-Effekt). Hierbei beeinflusst ein räumlich begrenztes magnetisches Feld die Dynamik eines geladenen Teilchens, auch wenn dieses sich ausschließlich in einem Bereich mit verschwindendem Magnetfeld bewegt.
Bewegungen von Ladungsträgern bewirken Veränderungen im elektrostatischen und magnetischen Feld ihrer Umgebung. Da sich diese Veränderungen gegenseitig beeinflussen und im Raum ausbreiten, spricht man von elektromagnetischen Wellen. Licht (ob sichtbar oder unsichtbar) und Rundfunk sind die bekanntesten Formen dieses Phänomens, aber auch in der Metallverarbeitung (Induktionsöfen) und zum Erhitzen sogar nichtleitender Substanzen kommt diese Form des Elektromagnetismus zur Anwendung (Mikrowellenherd).

## Richtungsregeln

Rechte-Faust-Regel bzw. Korkenzieherregel I: (konventionelle bzw. technische) Stromrichtung; B: Richtung des magnetischen Felds

Betrag und Vorzeichen der bewegten Ladungen sowie Betrag und Richtung ihrer Geschwindigkeit bestimmen die Stärke und Richtung der magnetischen Kräfte sowie der ihnen zugrundeliegenden magnetischen Felder, deren exakte Messung heute u. a. mit Hall-Sonden möglich ist.
Für den Zusammenhang zwischen Stromrichtung und Richtung der magnetischen Kräfte bzw. der ihnen zugrundeliegenden magnetischen Felder ist dabei eine Reihe unterschiedlich bezeichneter Regeln und Merkhilfen im Umlauf, die sich zunächst einmal danach unterscheiden, ob bei ihnen von der „konventionellen“ bzw. „technischen“ Stromrichtung (entgegen dem Elektronenfluss) oder aber der Richtung des Elektronenflusses (umgangssprachlich auch „physikalische“ Stromrichtung genannt) ausgegangen wird. Ist ersteres der Fall, spricht man von Rechte-Hand- oder Rechte-Faust-Regeln, ansonsten von Linke-Hand- oder Linke-Faust-Regeln, wobei die zuerst genannten traditionell vorherrschen.
Die nächste Unterscheidung ist die danach, ob man sich bei der betreffenden Regel außer dem Daumen auch des jeweils im rechten Winkel zum Vorgänger abgespreizten Zeige- und Mittelfingers bedient oder aber sich alle Finger außer dem Daumen zu einer Faust geschlossen vorstellt.
Während die zuerst genannten Regeln damit als eigentliche Linke- bzw. Rechte-Hand-Regeln – auch Drei-Finger-Regel, UVW-Regel oder IBF- bzw. FBI-Regel genannt – die Richtung der Lorentzkraft auf einen bewegten Ladungsträger in einem (vorgegebenen) äußeren Magnetfeld anzeigen, dienen die an zweiter Stelle genannten Regeln – Linke- bzw. Rechte-Faust-Regel, Umfassungsregel, populär auch Schraubenregel bzw. Korkenzieherregel genannt – in erster Linie dazu, die Richtung des Magnetfeldes anzuzeigen, das der bewegte Ladungsträger durch seine Bewegung selbst erzeugt, sei es frei fliegend oder aber in einem geradlinigen bzw. ringförmigen elektrischen Leiter, z. B. einer Spule.
Beispiele: Rechte-Hand-Regel bzw. (rechtshändige) UVW-Regel
1. Zeigt der abgespreizte Daumen der rechten Hand in die konventionelle bzw. technische Stromrichtung eines stromdurchflossenen (Ursache) Leiters und der im rechten Winkel zum Daumen abgespreizte Zeigefinger in Richtung des äußeren Magnetfelds (Vermittlung), weist der im rechten Winkel zu beiden abgespreizte Mittelfinger in Richtung der auf die Ladungsträger im Leiter (und damit ihn selbst) wirkenden Lorentzkraft (Wirkung).
2. Und umgekehrt: Wird ein elektrischer Leiter durch mechanische Bewegung (Ursache) in Richtung des abgespreizten Daumens der rechten Hand in ein äußeres Magnetfeld (Vermittlung) gebracht, dessen Richtung die des im rechten Winkel zum Daumen abgespreizten Zeigefingers ist, so wird in dem Leiter ein Stromfluss (Wirkung) in der technischen Richtung  induziert, in die der zu Daumen und Zeigefinger senkrecht abgespreizte Mittelfinger zeigt.

Beispiele: Rechte-Faust-Regel bzw. Korkenzieherregel
1. Wird ein stromdurchflossener Leiter mit der rechten Hand so umfasst, dass der abgespreizte Daumen in Richtung der konventionellen bzw. technischen Stromrichtung weist, zeigen die gekrümmten Finger in Richtung des entstehenden Magnetfeldes.
2. Für einen Kreisstrom (z. B. den einer Spule) gilt dementsprechend: Wird die Spule mit der rechten Hand so umfasst, dass die Finger in Richtung der technischen Stromrichtung gekrümmt sind, zeigt der abgespreizte Daumen in Richtung des magnetischen Nordpols.

## Erklärung des Phänomens
Beim Magnetismus handelt es sich (ähnlich wie bei der Supraleitung) um spezifisch-quantenmechanische Effekte, die nicht einfach darzustellen sind.
Ein erfolgreiches Modell wurde schon 1927 mit der Heitler-London-Theorie der Bildung von Wasserstoff-Molekülen entwickelt, obwohl diese Theorie zunächst nichts mit „Magnetismus“ zu tun zu haben schien. Nach dieser Theorie entstehen σ-Molekülorbitale, das heißt, aus den zwei atomaren Wasserstoff-Funktionen ui(…) bildet sich ein orbitaler σ-Molekülzustand:
{\displaystyle \psi (\mathbf {r} _{1},\,\,\mathbf {r} _{2})={\frac {1}{\sqrt {2}}}\,\,\left(u_{1}(\mathbf {r} _{1})u_{2}(\mathbf {r} _{2})+u_{2}(\mathbf {r} _{1})u_{1}(\mathbf {r} _{2})\right)\,.\qquad {\text{(1a)}}}
Das letzte Produkt ergibt sich aus dem ersten wegen des quantenmechanischen Prinzips der Ununterscheidbarkeit identischer Teilchen. Es bedeutet: Das erste Elektron r1 kann sich nicht nur beim ersten Atomkern befinden, sondern ebenso gut in einem atomaren Wasserstoff-Orbital beim zweiten Atomkern, während sich das zweite Elektron beim ersten Atomkern befindet. Dies ergibt die „Austauschwechselwirkung“, die für das Zustandekommen des Magnetismus eine fundamentale Rolle spielt und um Faktoren von 100 bis 1000 stärker ist als die durch die Elektrodynamik beschriebenen phänomenologischen Terme.
Bei der Spinfunktion χ(s1, s2), welche für den Magnetismus verantwortlich ist, gilt dann wegen des Pauli-Prinzips das komplementäre Verhalten
{\displaystyle \chi (s_{1},\,\,s_{2})={\frac {1}{\sqrt {2}}}\,\,\left(\alpha (s_{1})\beta (s_{2})-\beta (s_{1})\alpha (s_{2})\right)\,,\qquad \quad \,{\text{(1b)}}}
d. h., es müssen nicht nur die ui ersetzt werden durch α und β (Ersteres bedeutet spin up, Letzteres spin down), sondern auch + durch − sowie z. B. r1 durch die beiden diskreten Werte von s1, nämlich durch ±½. Und zwar gilt:
{\displaystyle \alpha (+1/2)=\beta (-1/2)=1} und
{\displaystyle \alpha (-1/2)=\beta (+1/2)=0}.
Mit dem Minuszeichen in (1b) ergibt sich also eine Singulett-Spinfunktion. Das besagt: Die Spins sind antiparallel; beim Festkörper bedeutet das Antiferromagnetismus und bei zweiatomigen Molekülen Diamagnetismus.
Die Tendenz zur Molekülbindung, entsprechend der oben angegebenen Ortsfunktion, ergibt also wegen des Pauli-Prinzips automatisch die schon erwähnte Singulettsymmetrie des Spinzustandes; wogegen die Coulomb-Abstoßung der beiden Elektronen zu einer Singulett-Ortsfunktion und komplementär dazu zu einer Triplett-Spinfunktion führen würde, d. h., „die Spins würden jetzt parallel stehen“.
Der letztgenannte Effekt überwiegt bei Eisen, Kobalt und Nickel; diese Metalle sind ferromagnetisch. Bei den zweiatomigen Molekülen überwiegt er auch beim Sauerstoff, das im Gegensatz zu den anderen zweiatomigen Molekülen nicht diamagnetisch, sondern paramagnetisch ist. Der zuerst genannte Effekt überwiegt dagegen bei den anderen Metallen wie Natrium, Kalium, Magnesium oder Strontium, die nichtmagnetisch sind, oder bei Mangan, das antiferromagnetisch ist.
Aus dem Heitler-London-Modell entstand durch Verallgemeinerung das grundlegende Heisenberg-Modell des Magnetismus (Heisenberg 1928).
Die Erklärung des Phänomens beruht also letztlich auf allen Subtilitäten der Quantenmechanik, einschließlich ihrer mathematischen Struktur, insbesondere auf dem dort beschriebenen Spin und dem Pauli-Prinzip, während die Elektrodynamik eher die Phänomenologie beschreibt.

## Magnetismus der Materie

### Magnetisches Moment von Elementarteilchen
Alle fundamentalen geladenen Elementarteilchen besitzen ein charakteristisches magnetisches Moment {\displaystyle {\vec {\mu }}}. Es ist über das gyromagnetische Verhältnis mit ihrem Spin verknüpft. Als zusammengesetztes Teilchen hat auch das Neutron ein magnetisches Moment.
| Elementarteilchen | Bezeichnung                       | {\displaystyle \mu /({\rm {{JT^{-1}})}}}                |
| ----------------- | --------------------------------- | ------------------------------------------------------- |
| Elektron          | {\displaystyle \mu _{\rm {e}}}    | {\displaystyle -9{,}284\,764\,7043(28)\cdot 10^{-24}}   |
| Myon              | {\displaystyle \mu _{\rm {\mu }}} | {\displaystyle -4{,}490\,448\,30(10)\cdot 10^{-26}}     |
| Proton            | {\displaystyle \mu _{\rm {p}}}    | {\displaystyle 1{,}410\,606\,797\,36(60)\cdot 10^{-26}} |
| Neutron           | {\displaystyle \mu _{\rm {n}}}    | {\displaystyle -9{,}662\,3651(23)\cdot 10^{-27}}        |

### Magnetisches Moment von Atomen
Das magnetische Moment eines Atoms setzt sich zusammen aus dem Beitrag der Elektronenhülle (Hüllenmoment) und dem im Allgemeinen viel schwächeren Kernbeitrag (Kernmoment).
Zum Hüllenmoment tragen das Bahnmoment, das mit dem Bahndrehimpuls der Elektronen verknüpft ist, und das durch den Elektronenspin bestimmte Spinmoment bei. Die Summe der magnetischen Momente der Elektronen eines doppelt besetzten Atomorbitals ergibt jeweils null, sodass Atome, die keine halbbesetzten Orbitale besitzen, kein permanentes Hüllenmoment aufweisen.
Das Kernmoment ist zwar sehr klein, es lässt sich aber dennoch nicht nur nachweisen (Zeeman-Effekt, Stern-Gerlach-Versuch), sondern auch praktisch anwenden [z. B. NMR-Spektroskopie (Nuclear Magnetic Resonance, kernmagnetische Resonanz], MR-Tomographie).

### Magnetismus von Festkörpern
Magnetismus von Festkörpern ist ein kooperatives Phänomen.
Die makroskopische Magnetisierung setzt sich additiv zusammen aus den Beiträgen der einzelnen Bausteine (Atome, Ionen, quasifreie Elektronen), aus denen der Festkörper aufgebaut ist. Bei vielen Materialien haben bereits die einzelnen Bausteine ein magnetisches Moment. Allerdings weisen selbst von den Materialien, deren Bausteine solche magnetische Momente tragen, nur wenige eine makroskopische Magnetisierung auf. In der Regel addieren sich nämlich die verschiedenen Momente zum Gesamtmoment Null. Nur wenn das nicht geschieht, wenn sich also ihre Beiträge nicht in der Summe aufheben, ist eine makroskopische Magnetisierung das Ergebnis.
In Festkörpern können fünf Typen von Magnetismus auftreten. Ihre Namensgebung erfolgt beim magnetischen wie auch beim elektrischen Feld durch die Verwendung der entsprechenden Vorsilbe ganz analog:
| Magnetismus          | Erklärung | Veranschaulichung |
| -------------------- | --- | ----------------- |
| Diamagnetismus       | Bringt man eine Substanz in ein magnetisches Feld, so induziert dieses in den Elektronenhüllen der Atome einen Strom, dessen Magnetfeld nach der Lenzschen Regel dem äußeren entgegengerichtet ist. Diamagnetismus führt so zu einer Abschwächung des Magnetfeldes in der Substanz. In Materialien, deren Atome, Ionen oder Moleküle keine ungepaarten Elektronen besitzen, ist Diamagnetismus die einzige Form von Magnetismus. |                   |
| Paramagnetismus      | Besitzen die Atome, Ionen oder Moleküle eines Materials ein magnetisches Moment, so richten sich diese parallel zum äußeren Magnetfeld aus. Dies bewirkt eine Verstärkung des Magnetfeldes im Material. Bei einem idealen Paramagneten sind die einzelnen magnetischen Momente voneinander isoliert. Darum bricht das innere Magnetfeld nach Entfernen des äußeren Magnetfelds wegen der Wärmebewegung der Teilchen zusammen. Dementsprechend nimmt der Paramagnetismus mit steigender Temperatur ab. |                   |
| Ferromagnetismus     | Beim Ferromagnetismus sind die magnetischen Momente einzelner Teilchen nicht unabhängig voneinander, sondern richten sich spontan parallel aus. Die Kopplung der magnetischen Momente erstreckt sich aber nicht über das ganze Material, sondern ist auf kleine Bereiche, die Weissschen Bezirke, beschränkt. Typische Längenskalen sind zehn Nanometer bis wenige Mikrometer. Die Ausrichtung der Weissschen Bezirke ist statistisch verteilt, so dass der Gesamtkörper unmagnetisch erscheint. Durch ein äußeres Magnetfeld kann man die Bezirke gleich ausrichten. Diese Gleichrichtung bleibt auch nach Entfernen des äußeren Feldes erhalten, so dass man eine permanente Magnetisierung erhält. Die Magnetisierung kann durch Erhitzen über die ferromagnetische Curie-Temperatur zerstört werden. |                   |
| Ferrimagnetismus     | Auch beim Ferrimagnetismus sind die magnetischen Momente einzelner Teilchen nicht unabhängig voneinander. Es liegen aber zwei Arten von magnetischen Zentren vor. Die Spinmomente gleichartiger Zentren richten sich dabei parallel und die verschiedener antiparallel aus. Dieses führt zu einer partiellen Auslöschung der magnetischen Momente. Im übrigen Verhalten ähneln sie den Ferromagneten. |                   |
| Antiferromagnetismus | Auch beim Antiferromagnetismus sind die magnetischen Momente einzelner Teilchen nicht unabhängig voneinander, sondern richten sich spontan antiparallel aus. Daher zeigt der ideale Antiferromagnet nach außen kein magnetisches Verhalten. Mit steigender Temperatur stört die Wärmebewegung die Anordnung, so dass sich der Antiferromagnet zunehmend wie ein Ferrimagnet verhält. Bei Erhitzen über die Néel-Temperatur verhält sich der Antiferromagnet nur noch paramagnetisch (vergleiche Curie-Temperatur beim Ferromagneten). |                   |

Darüber hinaus gibt es noch Formen des Magnetismus, die durch nicht magnetisches oder nichtlineares Verhalten der fünf Magnetismustypen geprägt sind:
MetamagnetismusMetamagnetische Materialien (z. B. Eisen(II)-chlorid) weisen bei sehr kleinen äußeren Magnetfeldern verschwindend kleine Magnetisierungen auf (antiferromagnetisch), bei größer werdender Feldstärke nimmt die Magnetisierung unverhältnismäßig stark und gleichbleibend zu und geht gegen einen Sättigungswert. Dieses Verhalten lässt sich so beschreiben, dass sich der Kristall für kleine Felder antiferromagnetisch und für starke Felder ferromagnetisch verhält.

### „Amagnetismus“
Mit Amagnetismus, amagnetisch, nichtmagnetisch oder unmagnetisch ist meist „nicht ferromagnetisch“ gemeint, beispielsweise als Eigenschaft von austenitischem Stahl im Gegensatz zu gewöhnlichem Baustahl. Stoffe, auf die ein Magnetfeld überhaupt keine Wirkung hat, gibt es nicht. Bei sehr hohen Magnetfeldstärken kann es auch bei „amagnetischen“ Materialien zu Anziehungs- oder im noch geringeren Maße zu Abstoßungseffekten kommen, wenn auch wesentlich schwächer als bei ferromagnetischen Stoffen. Die Bezeichnung amagnetisch wird nicht einheitlich gebraucht.

### Messmethoden von Magnetismus in Festkörpern
Um die verschiedenen Arten des Magnetismus und deren Temperaturabhängigkeit zu untersuchen, werden sowohl verschiedene makroskopische als auch atomar-mikroskopische Methoden verwendet. Eine der empfindlichsten makroskopischen Methoden beruht auf dem Josephson-Effekt und wird im SQUID verwendet, der in der Materialforschung meist mit einem geregelten Kryostaten kombiniert wird. Der Hall-Effekt ist ebenfalls eine makroskopische Methode und findet auch Anwendung in vielen einfachen technischen Anwendungen, z. B. im Automotor.
Auf atomarer Skala werden Atomkerne unter Verwendung der Hyperfeinwechselwirkung genutzt, um mit Atomkernen im Kristallgitter am Ort des jeweiligen Kerns die Größe des Magnetfeldes zu messen. Bekannte Methoden sind Mößbauer-Spektroskopie, Gestörte Gamma-Gamma-Winkelkorrelation und NMR.

## Magnetismus in der Biologie
Weil jede Nervenaktivität auch aus elektrischen Strömen besteht, produziert unser Nervengewebe und insbesondere unser Gehirn ständig Magnetfelder, die mit empfindlichen Detektoren empfangen werden können.
Magnetische Wechselfelder können über Induktion elektrische Ströme im Gewebe auslösen und können so einen (schwachen) Einfluss auf das Nervensystem haben. So kann der motorische Cortex derartig mit Hilfe der Transkraniellen Magnetstimulation (TMS) stimuliert werden, dass es zu unwillkürlichen Muskelkontraktionen kommt. Auch die Nerven in den Muskeln selbst können auf diese Weise stimuliert werden.
In entsprechend starken Feldern (zum Beispiel in einem Kernspintomografen) treten sogenannte Magnetophosphene (optische Sinneswahrnehmungen) auf. Des Weiteren ist seit langem bekannt, dass magnetische Wechselfelder die Sekretion von Hormonen (Beispiel Melatonin) beeinflussen können. Langzeitfolgen für den Menschen konnten dabei jedoch nicht beobachtet werden.
Viele Vögel, Meeresschildkröten und weit ziehende Fische verfügen über einen Magnetsinn und können sich mittels des Erdmagnetfelds orientieren.

Der Arzt Franz Anton Mesmer entwickelte eine Theorie, die 1784 von der französischen Akademie der Wissenschaften geprüft und verworfen wurde, nach der ein Fluid, das Mesmer als Magnetismus animalis bezeichnete, von Mensch zu Mensch übertragbar sei und bei der Hypnose und bestimmten Heilverfahren (Mesmersche Streichungen) eine Rolle spielen sollte. Über den seinerzeit populären animalischen Magnetismus hinaus befasste sich in Orléans der Arzt und Magnetiseur Louis Joseph Jules Charpignon um 1845 auch mit Magnetismus in einer allgemeineren Bedeutung.

Warnzeichen nach ISO 7010 zur Warnung vor magnetischen Feldern

Wirkungen oder Gefahren magnetischer Gleichfelder auf den Menschen sind nicht bekannt. Auch die gepulsten Felder bei der Kernspintomografie sind im Allgemeinen ungefährlich. Dagegen kommt es bei starken Feldern in folgenden Fällen zu Gefahren:
- Kraftwirkung durch an oder im Körper vorhandene ferri- oder ferromagnetische Teile sowie
- umherfliegende ferri- oder ferromagnetische Teile.

Daher gelten in Magnetfeldlaboren und an Kernspintomografen Sicherheitsregeln, die gewährleisten, dass keinerlei ferromagnetische Teile in die Nähe geraten.
Folgende Schäden sind weiterhin relevant:
- Störung oder Ausfall von Herzschrittmachern sowie
- Störung nicht „amagnetischer“ Uhren und anderer mechanischer Geräte.

Siehe auch: Magnetotaxis, Magnetospirillum gryphiswaldense, Magnetospirillum magnetotacticum, Magnetosom

## Allgemeine Gefahren
Gepulste Felder können durch elektromagnetische Induktion sämtliche elektronischen und elektrischen Einrichtungen beeinflussen oder zerstören, vgl. auch Elektromagnetischer Puls.
Unregelmäßigkeiten des Teilchenstroms von der Sonne (Sonnenwind) führen auf der Erde zu sogenannten magnetischen Stürmen, die durch Induktion Telefon- und Überlandleitungen, Kabelsysteme und auch metallene Rohrleitungen gefährden können.
Magnetische Felder können Aufzeichnungen auf magnetischen Datenträgern wie etwa Tonband, Videoband oder Festplatte löschen.
Wenn ein Magnetfeld als Folge eines Zwischenfalls – Leitungsunterbrechung beim konventionellen Elektromagneten oder Quenchen beim Supraleitungsmagneten – schlagartig zusammenbricht, können durch Induktion sehr hohe elektrische Spannungsimpulse entstehen. Führen diese zu Stromfluss, können die dadurch wiederum erzeugten Magnetfelder z. B. Gegenstände gewaltsam in den Magneten hineinziehen. Daher dürfen Experimentieraufbauten in direkter Nähe des Magneten keine geschlossenen Leiterschleifen – beispielsweise in irgendwelchen Gestellen – enthalten; dies wird durch Einfügen isolierender Zwischenstücke erreicht.
Die zwei ringförmigen Permanentmagnete aus dem Magnetron eines Mikrowellenherdes ziehen sich so stark an, dass man sich eine feine Fingerhautfalte dazwischen schmerzhaft einklemmen und verletzen kann.

## Magnetismus in Umgangssprache und Alltag
Zu Missverständnissen kommt es öfter durch die Verwechslung der Begriffe „magnetisch“ (im Sinne von ferromagnetisch), „magnetisiert“ und „magnetisierbar“.
In der Umgangssprache wird unter Magnetismus praktisch ausschließlich der Ferromagnetismus verstanden, denn dieser ist im Alltag häufig und vertraut: Haftmagnete an einer Blechtafel, die Wirkungsweise eines Kompasses usw. Die anderen Arten des Magnetismus (Diamagnetismus, Paramagnetismus usw.) sind dagegen in der alltäglichen Umwelt unauffällig. Mit „magnetisch“ ist also meist „ferromagnetisch“ gemeint.
Die meisten Menschen verbinden den Begriff Magnetismus richtigerweise sehr stark mit den Werkstoffen Eisen und Stahl. Weniger bekannt ist, dass auch Nickel und Cobalt ferromagnetisch sind.
Falsche Vorstellungen über die Magnetisierbarkeit sind verbreitet und finden sich auch in einigen Büchern und sonstigen Quellen. Beispielsweise ist ein Gegenstand aus einfachem Stahl ferromagnetisch und somit magnetisierbar, aber nur magnetisch „weich“, das heißt, er verliert seine Magnetisierung sehr schnell wieder. Nicht aus jedem beliebigen Stahldraht lässt sich durch Überstreichen mit einem Dauermagneten eine provisorische Kompassnadel herstellen, ein magnetisch weicher Stahldraht ist nicht dazu geeignet. Wenn man einen magnetisch weichen Stahldraht mit einem Dauermagneten berührt, dann wird er zwar angezogen, aber nicht dauerhaft magnetisiert. Eine magnetisch „harte“ Stahlnadel lässt sich dagegen dauerhaft magnetisieren, das heißt, sie verliert ihre Magnetisierung erst über einen langen Zeitraum und könnte damit als Behelfskompass funktionieren.
Ob ein Gegenstand „magnetisch“ (im Sinne von ferromagnetisch) ist, kann man leicht prüfen, indem man ihn mit einem Dauermagneten berührt. Spürt man dabei eine Kraft, dann ist der Gegenstand ferromagnetisch. Ob ein Gegenstand „magnetisiert“ ist – das heißt, selbst ein Dauermagnet ist – kann man entsprechend an einem sehr leichten Teil aus unmagnetisiertem Stahl (z. B. einer Heft- oder Büroklammer) prüfen: Bleibt die Heftklammer an dem Gegenstand hängen, dann ist er magnetisiert.
Eine Magnetisierung beispielsweise bei Werkzeugen kann in der Praxis erwünscht sein (z. B. sind manche Schraubenzieher absichtlich magnetisiert, damit die Handhabung kleiner Eisenschrauben vereinfacht wird). Die Magnetisierung kann aber auch unerwünscht sein, weil dadurch ständig kleine Eisenfeilspäne o. Ä. am Gerät haften.

## Abschirmung

Beeinflussung des Verlaufs der magnetischen Feldlinien durch ferromagnetisches Material. Innerhalb des Rings kommt es durch Abschirmung zu einem nahezu feldfreien Raum.

Die Abschirmung elektrotechnischer Geräte, Einrichtungen und Räume dient dazu, elektrische und/oder magnetische Felder von diesen fernzuhalten oder umgekehrt die Umgebung vor den von der Einrichtung ausgehenden Feldern zu schützen. Magnetische Abschirmungen werden z. B. in Röhrenmonitoren und Oszilloskopen mit Kathodenstrahlröhre eingesetzt, da es aufgrund magnetischer Störquellen zu Bildstörungen kommen kann. Dauermagnete von Lautsprechern in Fernsehgeräten mit Bildröhre werden oft magnetisch abgeschirmt.
Zur Abschirmung von statischen Magnetfeldern und von Magnetfeldern geringer Frequenz dienen weichmagnetische Werkstoffe, d. h. ferromagnetische Materialien hoher Permeabilität und geringer Remanenz. Eine magnetische Abschirmung wirkt zugleich elektrisch abschirmend, wenn sie hinreichend leitfähig ist. Hochfrequente, elektromagnetische Wechselfelder (elektromagnetische Wellen) können nur mit elektrisch leitfähigen, allseitig geschlossenen Hüllen ausreichender Dicke vollständig abgeschirmt werden. Spalte oder Öffnungen verringern die Schirmdämpfung und machen diese unmöglich, wenn ihre größte Abmessung die Größenordnung der abzuschirmenden Wellenlänge erreicht oder überschreitet.